# Черниговский поселковый совет (Черниговский район)
Черниговский поселковый совет (укр. Чернігівська селищна рада) — входит в состав
Черниговского района
Запорожской области
Украины.
Административный центр поселкового совета находится в 
пгт Черниговка.

## История
- 1954 — дата образования.

## Населённые пункты совета
- пгт Черниговка
- пос. Верхний Токмак Первый
- пос. Верхний Токмак Второй
- с. Котляровка
- с. Могиляны
- с. Пирчино
- с. Чернигово-Токмачанск

## Ликвидированные населённые пункты совета
- с. Зубов